# Monster (album de R.E.M.)
Pour les articles homonymes, voir Monster.
Albums de R.E.M.
Automatic for the People
(1992) New Adventures in Hi-Fi
(1996)
Monster est le neuvième album du groupe de rock américain R.E.M. et leur quatrième paru sur le label Warner Bros. Les sonorités de l'album le rendent plus proche du rock que les albums précédents : la guitare est très présente avec des influences glam rock et grunge. Il y a aussi plusieurs niveaux d'écoute, avec des références à l'image de soi, tant dans les médias que sur le plan personnel, en particulier en matière de sexualité.

## Détails
Monster est un disque qui s'est énormément vendu, recevant d'excellentes critiques et se classant numéro 1 un peu partout dans le monde. Il contient plusieurs hits, notamment What's the Frequency, Kenneth?, Strange Currencies et Bang and Blame.
La chanson What's the frequency Kenneth? est une allusion à une agression commise en octobre 1986 sur le journaliste de CBS, Dan Rather, à Park Avenue (New York). Deux hommes l'attaquèrent par derrière et l'un d'entre eux lui posa la question : « Kenneth, what is the frequency? » (« Kenneth, quelle est la fréquence ? »).
Le chanteur de R.E.M. Michael Stipe s'inspirera de cet épisode bizarre pour écrire la chanson. Rather accompagnera le groupe pendant une représentation sur le plateau du Late Show with David Letterman.
En 1997, le New York Daily News affirma qu'un déséquilibré, William Tager, était à l'origine de cette agression. Un psychiatre avait donné des indications aux journalistes. Tager était semble-t-il convaincu que les médias envoyaient des signaux dans sa tête. Il aurait alors demandé à Rather de lui donner la fréquence du signal pour le stopper. Il purge une peine de 25 ans pour le meurtre de Campbell Montgomery à la sortie d'un studio de la NBC en 1994. La preuve absolue de l'implication de Tager dans l'agression de Rather n'a jamais été fournie mais Rather lui-même pense qu'il s'agit de Tager.
L'incident a également inspiré une chanson moins connue, Kenneth, What's The Frequency?, du groupe Game Theory en 1987.
Let Me In a été écrite pour Kurt Cobain, qui mourut peu après le début des sessions de Monster. Michael Stipe a déclaré que les paroles sont celles qu'il a prononcées au téléphone à Cobain. Cette chanson a été enregistrée avec la guitare Jag-Stang de Kurt Cobain.
King of Comedy est une chanson très travaillée de style electro ;  Le titre originel du morceau lors des sessions de travail était Yes I Am Fucking With You.
Dans le livret, la petite ligne qui dit « For River » (« pour River ») est une dédicace à River Phoenix, ami de Michael Stipe, mort d'une surdose de cocaïne et d'héroïne le 31 octobre 1993.

## Réédition
En 2005, Warner Bros. Records sortit une version double disque de l'album, incluant un CD et un DVD Audio contenant un remix de l'album en Dolby Surround 5.1, réalisé par Elliot Scheiner, et le livret original du CD agrémenté de nouvelles notes. Le CD n'est pas remasterisé, comme le reste de cette série chez Warner.

## Liste des titres
Les titres sont signés Bill Berry, Peter Buck, Mike Mills et Michael Stipe.
1. What's the Frequency, Kenneth? – 4:00
2. Crush with Eyeliner – 4:39
3. King of Comedy – 3:40
4. I Don't Sleep, I Dream – 3:27
5. Star 69 – 3:07
6. Strange Currencies – 3:52
7. Tongue – 4:13
8. Bang and Blame[3] – 5:30
9. I Took Your Name – 4:02
10. Let Me In – 3:28
11. Circus Envy – 4:15
12. You – 4:54

## Personnel
- Bill Berry – batterie, basse, chant
- Peter Buck – guitare, orgue Farfisa
- Mike Mills – basse, piano, orgue, guitare, chant
- Michael Stipe – chant

### Musiciens additionnels
- Sally Dworsky sur King of Comedy et Bang and Blame (son nom est orthographié Dworski sur le livret).
- Thurston Moore, membre de Sonic Youth) assure le chant sur le titre Crush with Eyeliner.
- Lynda Stipe, bassiste, parolière et chanteuse occasionnelle du groupe défunt Oh-OK assure un rôle de choriste sur Bang and Blame.
- Lou Barlow (Musicien et fondateur des groupes Dinosaur Jr et Sebadoh)
- Rain Phoenix : choriste sur Bang and Blame.

## Classements et certifications

### Album
Charts
| Pays             | Durée du classement | Meilleur classement | Date              |
| ---------------- | ------------------- | ------------------- | ----------------- |
| Allemagne        | 44 semaines         | 2e                  | 31 octobre 1994   |
| Australie        | 23 semaines         | 2e                  | 9 octobre 1994    |
| Autriche         | 22 semaines         | 1er                 | 16 octobre 1994   |
| Belgique (V)     | 19 semaines         | 26e                 | 29 juillet 1995   |
| Canada           | 34 semaines         | 1er                 | 31 octobre 1994   |
| Espagne          | 1 semaine           | 59e                 | 10 novembre 2019  |
| États-Unis       | 55 semaines         | 1er                 | 15 octobre 1994   |
| France           | 10 semaines         | 11e                 | 22 octobre 1994   |
| Italie           | -                   | 6e                  | 1994              |
| Norvège          | 13 semaines         | 2e                  | 3 octobre 1994    |
| Nouvelle-Zélande | 27 semaines         | 1er                 | 23 octobre 1994   |
| Pays-Bas         | 29 semaines         | 1er                 | 22 octobre 1994   |
| Royaume-Uni      | 63 semaines         | 1er                 | 8 octobre 1994    |
| Suède            | 25 semaines         | 1er                 | 30 septembre 1994 |
| Suisse           | 31 semaines         | 1er                 | 30 octobre 1994   |

Certifications
| Organisation   | Certification | Ventes      | Date              |
| -------------- | ------------- | ----------- | ----------------- |
| (BVMI)         | Platine       | 500 000 +   | 1996              |
| (ARIA)         | Platine       | 70 000 +    | 1995              |
| (IFPI.AT)      | Platine       | 50 000 +    | 3 avril 1995      |
| (Music Canada) | 6 × Platine   | 600 000 +   | 29 septembre 2023 |
| (RIAA)         | 4 × Platine   | 4 000 000 + | 10 août 1996      |
| (IFPI.FI)      | Or            | 21 125 +    | 1995              |
| (SNEP)         | 2 × Or        | 200 000 +   | 20 avril 1995     |
| (RIANZ)        | Platine       | 15 000 +    | 20 novembre 1994  |
| (BPI)          | 3 × Platine   | 900 000 +   | 1er juillet 1996  |
| (IFPI.CH)      | Platine       | 50 000 +    | 1995              |

### Singles
What's the Frequency, Kenneth?
| Chart                  | Durée du classement | Position | Date              |
| ---------------------- | ------------------- | -------- | ----------------- |
| Hot 100                | 20 semaines         | 21e      | 5 novembre 1994   |
| Mainstream Rock Tracks | 26 semaines         | 2e       | 8 octobre 1994    |
| Alternative Songs      | 19 semaines         | 1er      | 24 septembre 1994 |
| Single Top 100         | 7 semaines          | 74e      | 24 octobre 1994   |
| ARIA Charts            | 8 semaines          | 24e      | 25 septembre 1994 |
| Ö3 Austria Top 40      | 3 semaines          | 21e      | 23 octobre 1994   |
| (V) Ultratop           | 9 semaines          | 19e      | 5 novembre 1994   |
| RPM Top Singles        | 23 semaines         | 2e       | 14 novembre 1994  |
| VG-lista               | 3 semaines          | 9e       | 19 septembre 1994 |
| RMNZ Singles Top40     | 15 semaines         | 4e       | 23 octobre 1994   |
| Mega Top 50            | 5 semaines          | 21e      | 15 octobre 1994   |
| UK Singles Chart       | 9 semaines          | 9e       | 17 septembre 1994 |
| Sverigetopplistan      | 9 semaines          | 21e      | 28 octobre 1994   |
| Schweizer Hitparade    | 11 semaines         | 22e      | 16 octobre 1994   |

Bang and Blame
| Chart                  | Durée du classement | Position | Date             |
| ---------------------- | ------------------- | -------- | ---------------- |
| Hot 100                | 14 semaines         | 19e      | 4 février 1995   |
| Mainstream Rock Tracks | 18 semaines         | 3e       | 21 janvier 1995  |
| Alternative Songs      | 15 semaines         | 1er      | 17 décembre 1994 |
| Single Top 100         | 10 semaines         | 74e      | 19 décembre 1994 |
| ARIA Charts            | 7 semaines          | 29e      | 22 janvier 1995  |
| (V) Ultratop           | 8 semaines          | 22e      | 10 décembre 1994 |
| RPM Top Singles        | 17 semaines         | 1er      | 20 février 1995  |
| Single Top 100         | 1 semaine           | 44e      | 29 avril 1995    |
| RMNZ Singles Top40     | 9 semaines          | 17e      | 5 février 1995   |
| Mega Top 50            | 5 semaines          | 24e      | 3 décembre 1994  |
| UK Singles Chart       | 6 semaines          | 15e      | 12 novembre 1994 |

Strange Currencies
| Chart                  | Durée du classement | Position | Date             |
| ---------------------- | ------------------- | -------- | ---------------- |
| Hot 100                | 15 semaines         | 47e      | 3 juin 1995      |
| Mainstream Rock Tracks | 13 semaines         | 8e       | 1er juillet 1995 |
| Alternative Songs      | 11 semaines         | 14e      | 3 juin 1995      |
| RPM Top Singles        | 21 semaines         | 13e      | 12 juin 1995     |
| Mega Top 50            | 3 semaines          | 41e      | 10 juin 1995     |
| UK Singles Chart       | 5 semaines          | 9e       | 15 avril 1995    |

Star 69
| Chart                  | Durée du classement | Position | Date           |
| ---------------------- | ------------------- | -------- | -------------- |
| Mainstream Rock Tracks | 10 semaines         | 15e      | 22 avril 1995  |
| Alternative Songs      | 10 semaines         | 8e       | 1er avril 1995 |

Crush with Eyeliner
| Chart                  | Durée du classement | Position | Date              |
| ---------------------- | ------------------- | -------- | ----------------- |
| Mainstream Rock Tracks | 9 semaines          | 20e      | 16 septembre 1995 |
| Alternative Songs      | 5 semaines          | 33e      | 26 août 1995      |
| (V) Ultratop           | 1 semaine           | 45e      | 11 mars 1995      |
| RPM Top Singles        | 14 semaines         | 28e      | 17 juillet 1995   |
| UK Singles Chart       | 4 semaines          | 23e      | 11 février 1995   |